# غلدفورد

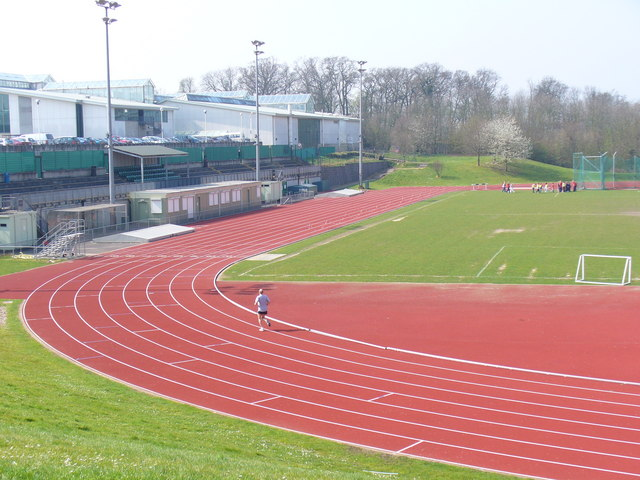
المجمع الرياضي يضم مضمار ركض وملاعب خارجية ومغطاة

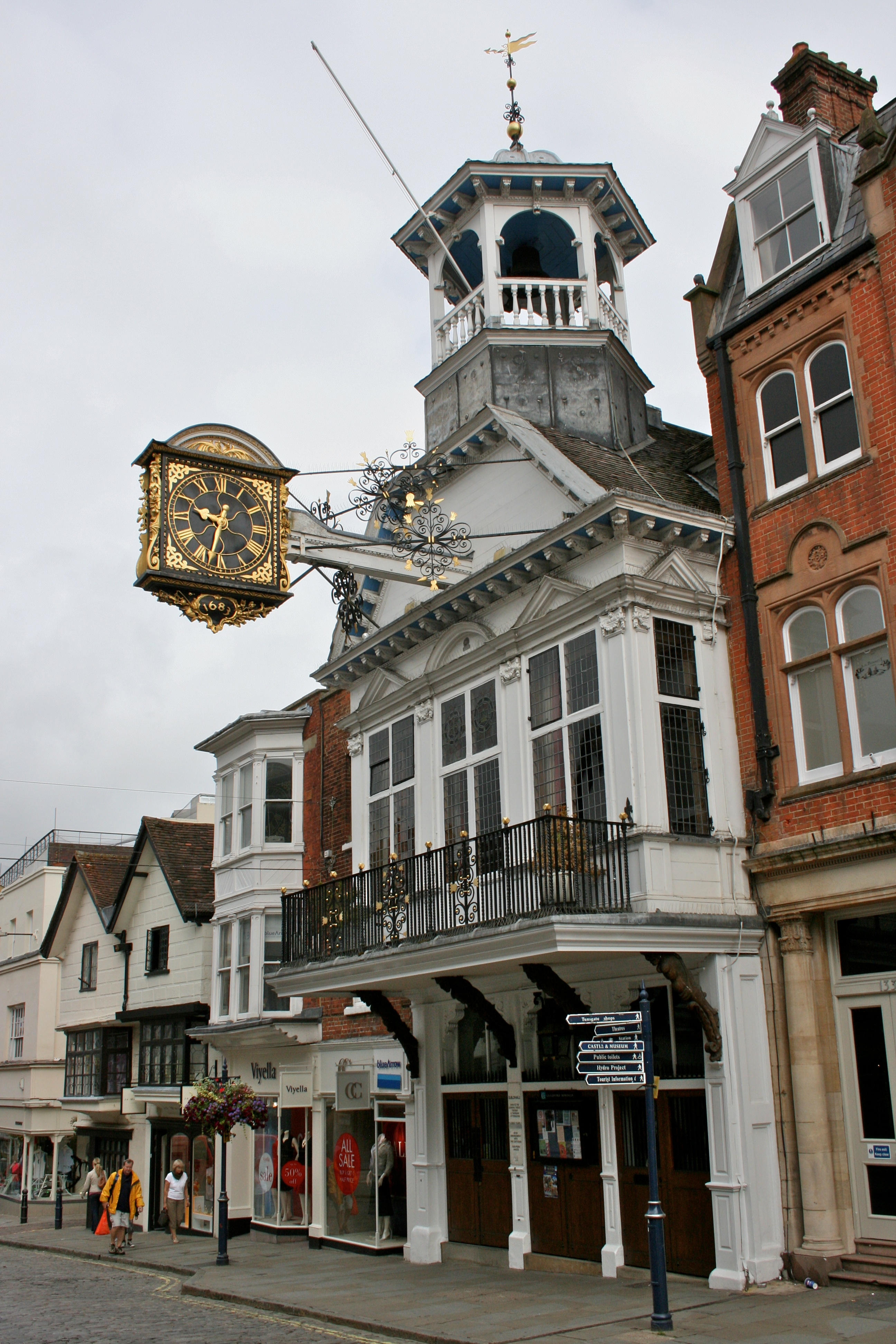
مبنى النقابة المهنية الذي يرجع إليها اسم المدينة

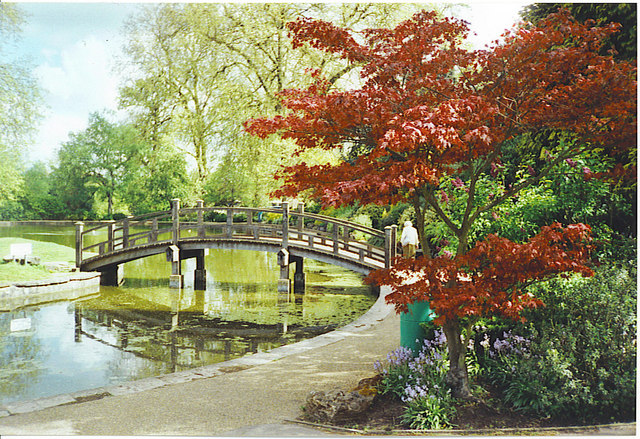
بركة حديقة «ستوك»

غلدفورد (بالإنجليزية: Guildford)‏ مدينة متاخمة لجنوب لندن وهي عاصمة مقاطعة سري الإنجليزية. يبلغ عدد سكان المدينة حوالي 67 ألف شخص بحسب تعداد عام 2001. وهي مقر جامعة سري التي تستقطب العديد من الطلاب من مختلف دول العالم. موقع غلدفورد القريب من لندن جعلها مقر للعديد من الموظفين والعمال الذين لا يرغبون في الإقامة في مدينة لندن المزدحمة. وكانت غلدفورد تعتبر إحدى معاقل حزب المحافظين البريطاني.

## أحداث تاريخية
كانت غلدفورد هدفا لمجموعة انفجارات ذات طابع إرهابي في 5 أكتوبر 1974 قاده الجيش الجمهوري الإيرلندي. وقتل في الانفجارات التي استهدفت بعض الحانات خمسة أشخاص. وتم اعتقال أربعة أشخاص على خلفية الانفجارات تبين لاحقا في 1989 أنهم بريئون. وأثارت قضية اعتقالهم الجدل لإتهامهم الحكومة البريطانية بتعذيبهم.

## معالم غلدفورد
- في غلدفورد مجمع رياضي ضخم تجري فيه العديد من الأنشطة الرياضية والترفيهية المختلفة. ويوجد فيه ملعب لكرة القدم، مضمار للجري، عدة مسابح، ملاعب تنس، صالات رياضية لكرة اليد والطائرة والسلة وصالة تزلج.
- غلدفورد مشهورة بأنها كانت مقر الكاتب البريطاني لويس كارول الذي كتب رواية أليس في بلاد العجائب وهناك تمثلا صنع خصيصا لإحياء ذكرى الكاتب موجود في حديقة القلعة.
- هناك تمثال في جامعة سري لعالم الرياضيات والمنطق البريطاني آلان تورنغ والذي ساهم في كسر الشيفرة الألمانية خلال الحرب العالمية الثانية.
- هناك العديد من المسارح ودور السينما.
- يقام في جيلفود حفل موسيقي كبير سنويا في فصل الصيف يجذب العديد من السياح.
- قلعة غلدفورد
- كاتدرائية غلدفورد